# Palast der Unabhängigkeit (Astana)

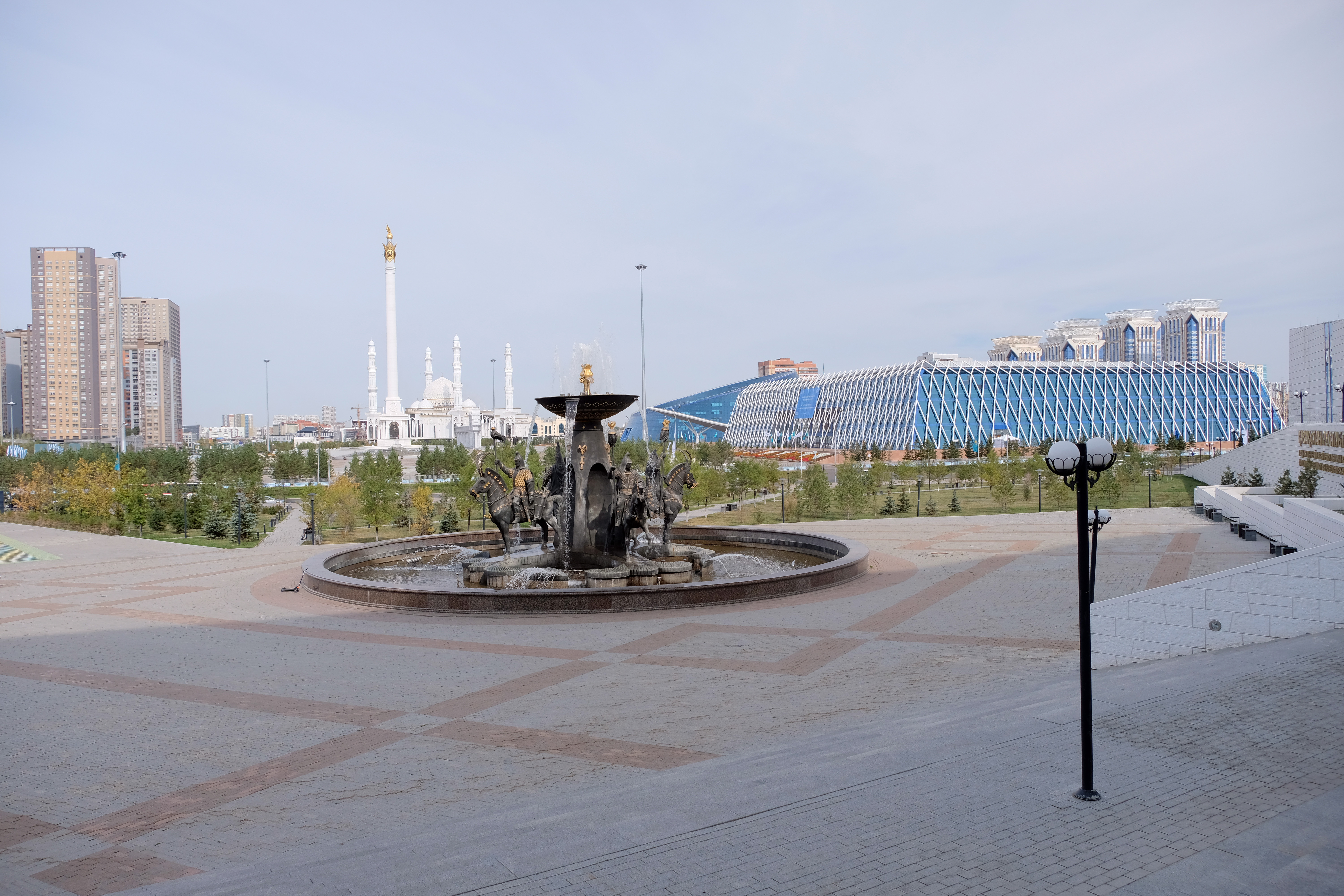
Blick vom Nationalmuseum über den Brunnen zum Palast der Unabhängigkeit (rechts), dahinter halb verdeckt die “Shabyt” Kazakh Nationale Universität, im Hintergrund die Hazrat-Sultan-Moschee, in der Mitte das Kazakh Eli Denkmal

Der Palast der Unabhängigkeit (kasachisch Тәуелсіздік Сарайы) ist ein in erster Linie als Kongresszentrum genutztes Gebäude in der kasachischen Hauptstadt Astana. Der Palast kann auch für Konzerte, Ausstellungen und Feierlichkeiten genutzt werden.

## Lage
Nach der Unabhängigkeit Kasachstans wurde ein zentraler Unabhängigkeitsplatz gestaltet, der zum Symbol für die Unabhängigkeit des neuen Staates wurde. In der Mitte des Platzes steht das 91 Meter hohe Kazakh Eli Denkmal. Rund um den Platz befinden sich neben dem Palast der Unabhängigkeit außerdem die Pyramide des Friedens und der Eintracht, die Hazrat-Sultan-Moschee, die „Shabyt“ Kazakh Nationale Universität der Künste sowie das Nationalmuseum der Republik Kasachstan.

## Geschichte
Der Palast der Unabhängigkeit wurde auf Initiative des ersten Präsidenten der Republik Kasachstan Nursultan Nasarbajew erbaut. Mit der Ausführung wurde das Architekturbüro Linea Tusavul beauftragt, das den Palast im Jahr 2008 fertigstellte. Die offizielle Eröffnung fand am 15. Dezember 2008 statt und wurde von Präsident Nasarbajew vorgenommen.

## Ausstattung
Das Gebäude wurde in Form eines Trapezoids gebaut. Die Außenfassade des Palastes besteht aus blauem Glas mit einem Gitter aus weißen Rohren. Dieses Gitter ist in Anlehnung an die Ausgestaltung der Innenkonstruktion einer kasachischen Jurte ausgeführt und stellt ein Symbol der kasachischen Kultur dar.
Die Innenräume haben eine Fläche von mehr als 40.000 Quadratmetern. Das Gebäude hat drei Stockwerke. Es gibt eine Kongresshalle, ein Medienzentrum, eine Halle für Zeremonien, eine ovale Halle, mehrere Zimmer für Besprechungen und Verhandlungen, eine Kunstgalerie, ein 4D-Kino sowie ein Restaurant im Erdgeschoss.

## Veranstaltungen

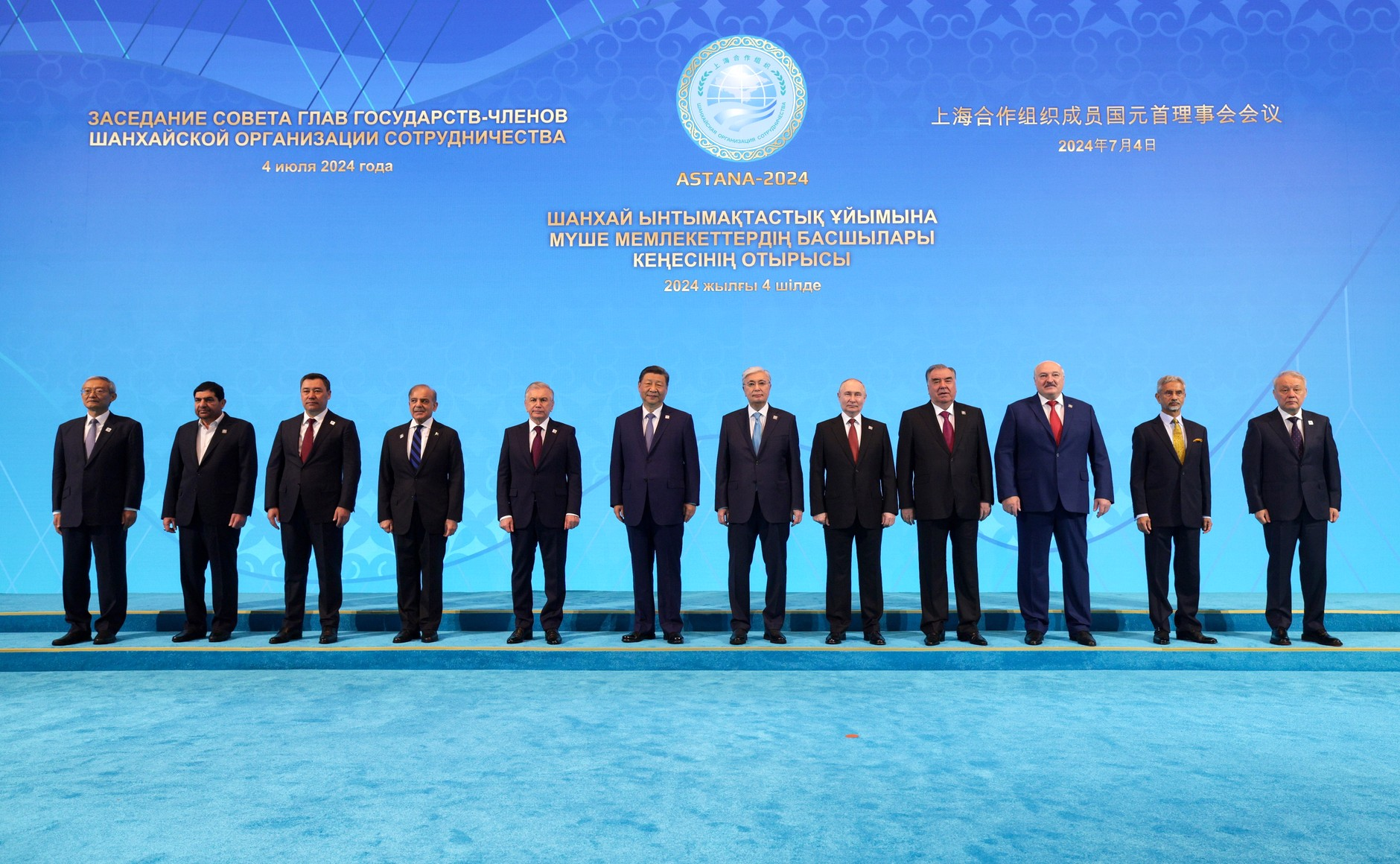
Teilnehmer des 24. SCO-Gipfeltreffens im Palast der Unabhängigkeit in Astana

Der Palast der Unabhängigkeit kann bei besonderen Veranstaltungen bis zu viertausend Menschen aufnehmen.
Im Jahr 2010 fand die OSZE-Konferenz im Palast der Unabhängigkeit statt. 38 Staatsoberhäupter und 78 offizielle Delegationen von OSZE-Mitgliedsstaaten und Partnern nahmen am Gipfel teil.
2019 fand ein Treffen der Organisation für Islamische Zusammenarbeit (OIZ) mit der Shanghaier Organisation für Zusammenarbeit (SCO) statt.  An der Sitzung dieses obersten eurasischen Wirtschaftsrates nahmen Parlamentarier aus 65 europäischen, asiatischen, arabischen und CIS -Ländern sowie 14 internationale Organisationen teil, darunter Vertreter des Europäischen Parlaments und der Parlamentsversammlung der Organisation für Sicherheit und Zusammenarbeit in Europa. Im Mittelpunkt stand dabei eine Diskussion bezüglich Förderungsmöglichkeiten,  Partnerschaften und Zusammenarbeit mit Afghanistan
Am 3. und 4. Juli 2024 fand im Palast der Unabhängigkeit das 24. SCO-Gipfeltreffen statt. Auf einem offiziellen Foto des Gipfeltreffens sind auf dem hier angefügten Bild folgende Personen zu sehen (von links nach rechts): Zhang Ming, Generalsekretär der SCO; Mohammed Mochber, Präsident des Iran; Sadyr Dschaparow, Präsident von Kirgisistan; Shehbaz Sharif, Premierminister von Pakistan; Shavkat Mirziyoyev, Präsident von Usbekistan; Xi Jinping, Generalsekretär der Kommunistischen Partei Chinas; Qassym-Schomart Toqajew, Präsident von Kasachstan; Wladimir Putin, Präsident Russlands; Emomalij Rahmon, Präsident von Tadschikistan; Aljaksandr Lukaschenka, Präsident von Belarus; Subrahmanyam Jaishankar, Außenminister Indiens; Ruslan Mirzaev, Direktor der Regional Anti-Terrorist Structure.